# Djampiel
Djampiel est un village du Cameroun situé dans la région de l'Est et dans le département de la Kadey. Djampiel fait partie de la commune de Mbang et du canton de Bangantou.

## Population
Lors du recensement de 2005, le village comptait 493 habitants dont 241 hommes et 252 femmes.
En 1964, on dénombrait 390 habitants à Bangantou.

## Infrastructures
En 1964, le village était desservi par la piste auto de Kagnol II à Kagriol l. 
Il y avait également un poste agricole, un poste antenne ainsi qu'une école officielle à cycle complet.